# Pietra d'Istria
La pietra d'Istria è una roccia compatta calcarea microcristallina con bassa porosità, proveniente appunto dalla penisola istriana.
Appena estratta dalla cava appare candida (con sfumature variabili dal rosa al verde chiaro), ma con l'esposizione agli agenti atmosferici tende ad assumere un colore grigio pallido. È caratterizzata da alta densità e bassa porosità (simile a quella di un porfido), alta resistenza alla compressione (1350 kg/cm²) e alta velocità di trasmissione del suono. Nonostante la sua elevata resistenza alla corrosione salina, questo calcare è soggetto a fenomeni di alterazione in seguito a solfatazione, processo comune a molte rocce a composizione carbonatica esposte all'anidride solforosa presente nell'aria inquinata.
Viene estratta principalmente nelle cave di Montauro nella regione di Rovigno, da cui sono stati estratti 700.000 m³ di pietra. Altre aree di estrazione sono nei pressi delle città di Parenzo e Pola.
La pietra d'Istria è strettamente legata all'urbanizzazione della città di Venezia. La sua importazione, specialmente dalla cava di Orsera, inizia con l'annessione alla Repubblica di Venezia delle città istriane nel 1267-1335. I veneziani l'hanno utilizzata ampiamente nelle strutture e rivestimenti di pavimenti, ponti, canali, case, chiese, palazzi, fino alla fine del XVIII secolo. In scultura, la pietra d'Istria è stata utilizzata in particolare durante il periodo gotico al posto delle molte opere in marmo di periodo veneto-bizantino. Tuttavia, solo all'inizio del XIV secolo si è scolpito in pietra d'Istria un leone alato, simbolo della potenza veneziana. La scoperta di una vera di pozzo a Calcide mostra come la pietra d'Istria lavorata dagli scalpellini veneziani fosse esportata sin nel Levante.
È nota con il nome di "pietra d'Istria" anche il calcare di aspetto e prestazioni pressoché identiche che si estraeva nell'isola di Brazza.
La pietra d'Istria è la pietra principale storicamente usata nelle costruzioni di prestigio della città di Ancona; è sostituita negli altri casi con il calcare del Monte Conero, che la ricorda nell'aspetto e nella consistenza.

## Galleria d'immagini

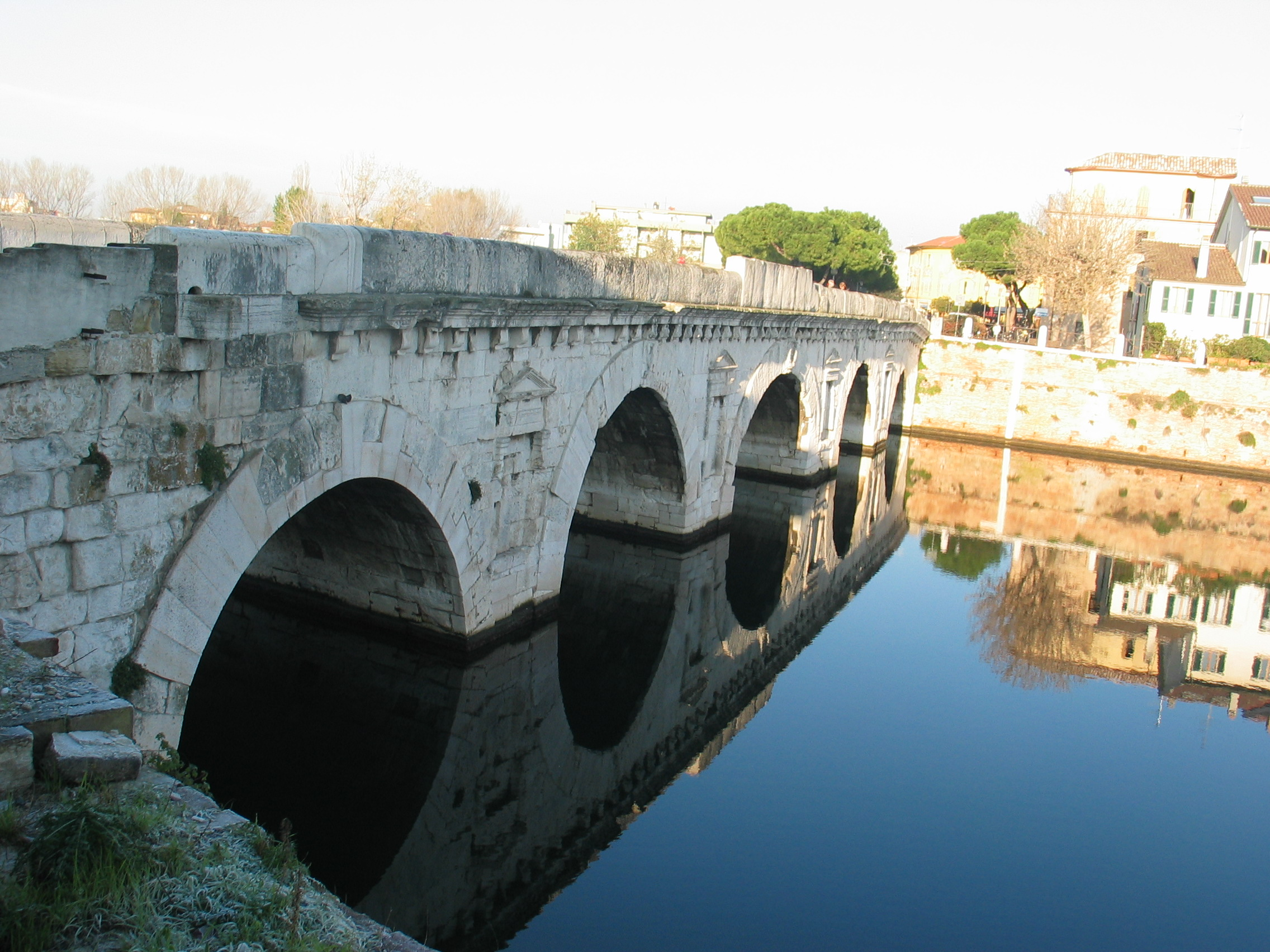
Ponte di Tiberio (Rimini)
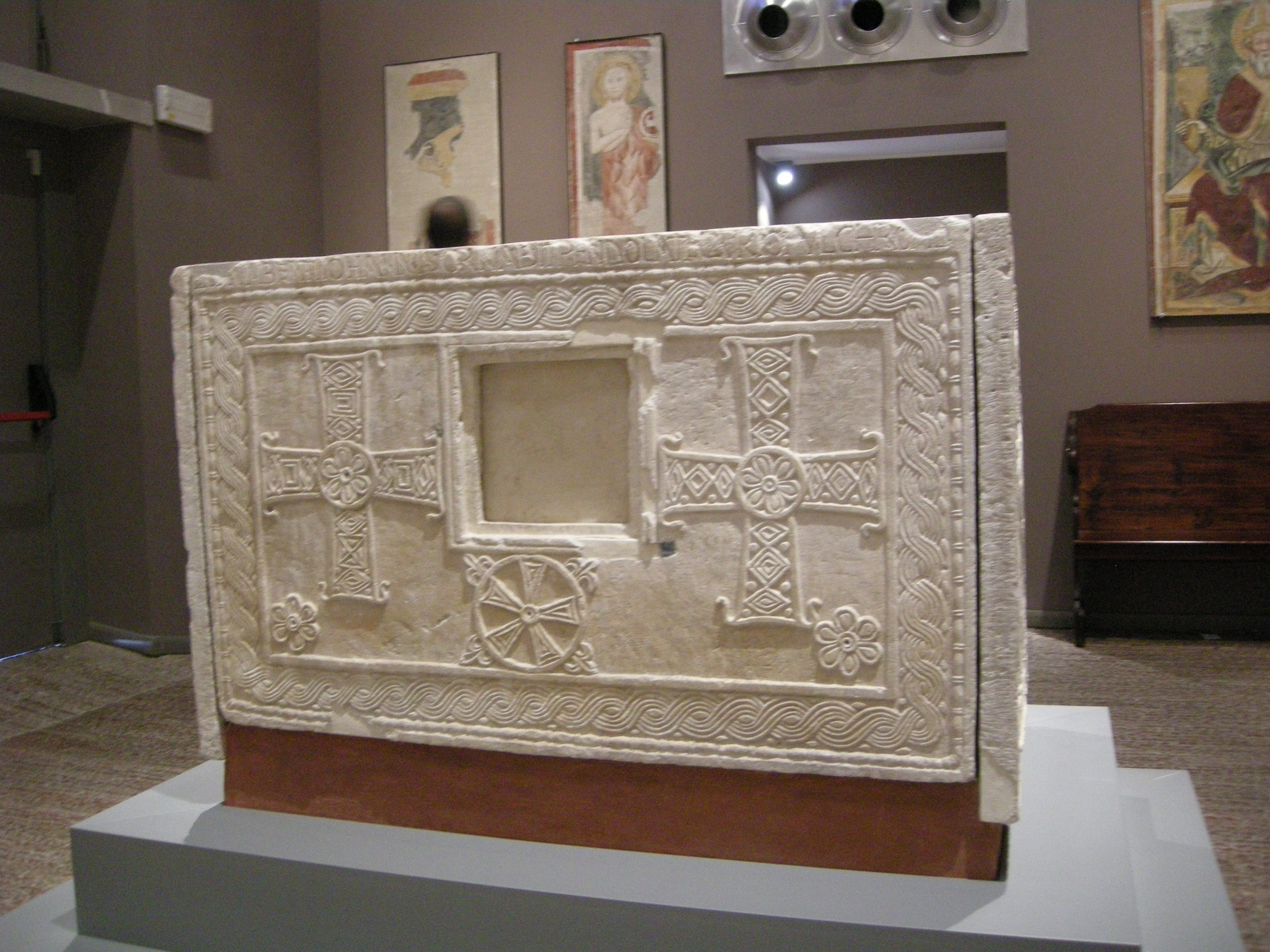
Altare del duca Rachis (Cividale del Friuli)
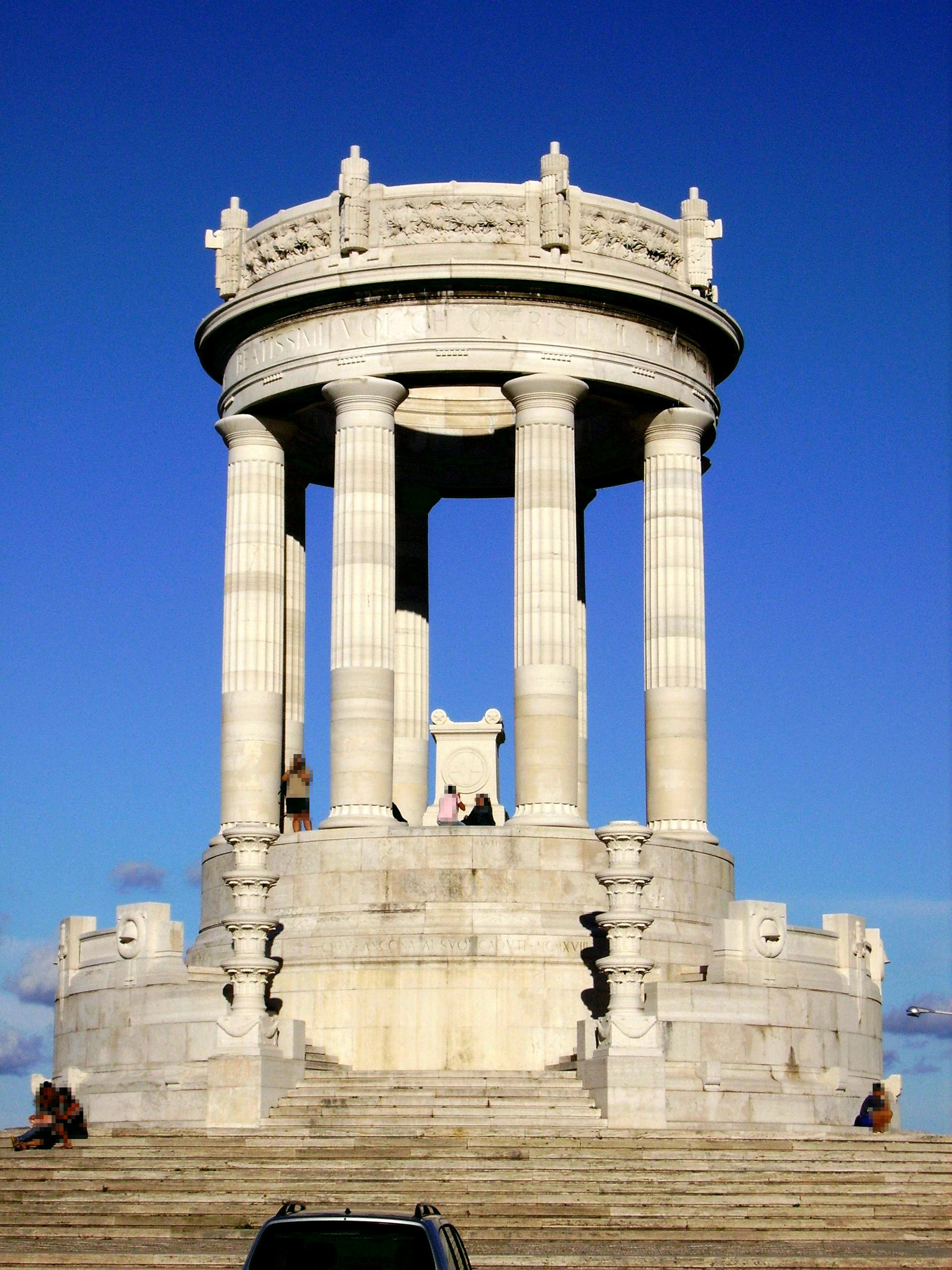
Monumento ai caduti (Ancona)
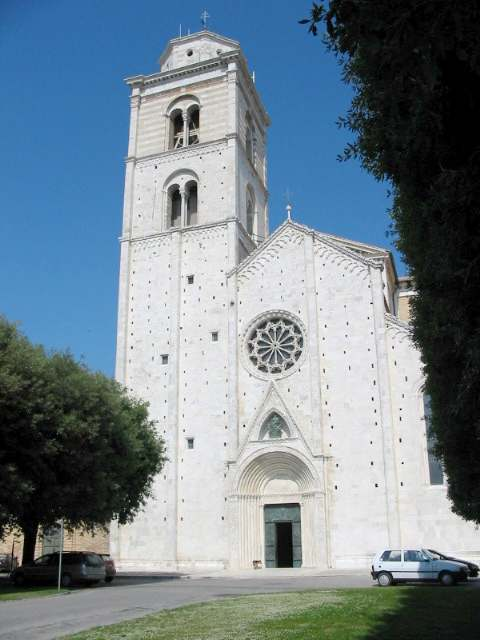
Duomo di Fermo
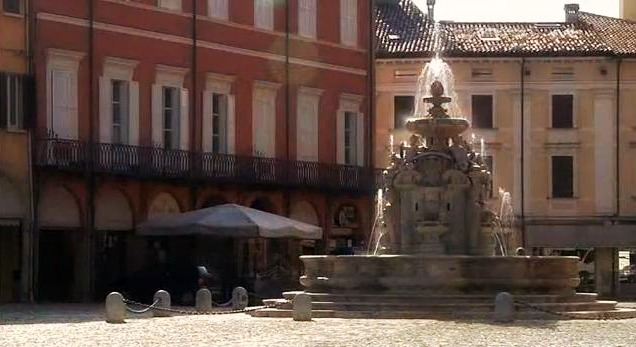
Fontana Masini (Cesena)